# Piana di Catania
La Piana di Catania è la più estesa pianura della Sicilia.

## Geografia
Ha una superficie di 430 km², pari a un quinto di tutte le pianure dell'isola ed è una delle più estese dell'Italia meridionale.
La piana di Catania si è formata con l'accumulo dei depositi alluvionali dei fiumi Dittaino, Gornalunga, Simeto e dei loro affluenti. È circondata da monti e colline ed è una pianura alluvionale: l'Etna la sovrasta con la sua imponente mole e, in un certo modo, ne è l'artefice rendendola fertile con i prodotti della sua attività vulcanica. La piana infatti si è formata a partire dall'emersione dell'antico vulcano dal golfo primordiale, che esisteva al suo posto, tra l'Appennino Siculo, a nord, con le catene montuose dei Nebrodi e, a sud, la catena costituita dai Monti Erei e dai Monti Iblei. Il territorio della Piana di Catania comprende parte della Provincia di Catania, della Provincia di Siracusa e della Provincia di Enna.

## Vie di comunicazione
La piana di Catania è attraversata per tutta la sua lunghezza dall'autostrada A19 Catania-Palermo e dalla strada statale 192; da questa alcuni km dopo l'uscita dalla città di Catania dirama la strada statale 417 per Caltagirone. Nel tratto prossimo alla costa viene percorsa dalla strada statale 114 dalla quale in prossimità del fiume Simeto si dirama la strada statale 194 per Ragusa.
Nella parte catanese della piana si trova l'aeroporto di Fontanarossa e mentre in territorio siracusano sorge quello militare di Sigonella. Poco oltre, in località Gerbini sorgeva fino alla seconda guerra mondiale, un aeroporto militare italiano, con piste in terra battuta.
La piana di Catania è interamente attraversata in lunghezza dalla ferrovia Palermo-Catania di RFI che ha origine nella stazione di Bicocca, nella quale si stacca dalla linea costiera per Siracusa che prosegue in direzione sud verso il fiume Simeto. Dalla stazione di Motta Sant'Anastasia, sulla linea per Enna e Palermo si diramava la ferrovia Catania-Motta-Regalbuto, ad oggi di fatto abbandonata a sé stessa essendo stati rimossi i binari che la collegavano alla stazione di Motta Sant'Anastasia durante i lavori per il raddoppio della ferrovia Palermo-Catania, fino a qualche decennio addietro usata per merci fino a Paternò e Carcaci essendo di grande importanza per il trasporto degli agrumi all'estero fino agli anni ottanta, e che arrivava fino a Regalbuto costeggiando il lago di Pozzillo.
L'area della piana è interessata da vari insediamenti industriali, come la zona industriale di Catania, l'area di sviluppo industriale di Caltagirone e l'area industriale di Enna. È inoltre in corso di finanziamento e costruzione l'interporto di Catania Bicocca.

## Coltivazioni agricole
È una delle zone agricole più importanti della Sicilia.
L'agricoltura prevalente nell'area provinciale catanese della Piana di Catania è quella agrumaria con prevalenza quasi assoluta dell'arancio, ma sono presenti anche gli oliveti. Addentrandosi verso l'interno e soprattutto nella parte ennese è prevalente la coltivazione cerealicola e leguminosa, un tempo con prevalenza di grano duro, arance di polpa rossa.

## Centri abitati
Gli insediamenti urbani sulla piana sono pochi e costituiti essenzialmente da antiche masserie oggi quasi tutte disabitate e qualche villaggio per lo più attorno alle stazioni ferroviarie come Sferro. I centri di qualche rilevanza si trovano tutti ai margini della piana e sono Catenanuova, Francofonte, Militello, Lentini, Motta Sant'Anastasia, Paternò, Palagonia, Ramacca e Scordia.
La parte finale della Piana di Catania nei pressi della costa ionica costituisce l'oasi del Simeto.